# Lift U Up
Lift U Up è il primo singolo estratto da Lipservice, il settimo album in studio della rock band svizzera Gotthard. È stato pubblicato nell'aprile del 2005, poche settimane prima dell'uscita dell'album.
Il singolo ha debuttato direttamente al terzo posto della classifica svizzera nel 2005. In seguito alla prematura morte del cantante Steve Lee, nel 2010, il pezzo è rientrato in classifica, alla posizione numero 34. Si tratta dunque del maggior successo della band dopo Heaven, pubblicato nel 2001.
Della canzone sono stati effettuati diversi remix. Uno di questi, realizzato dallo svizzero DJ Energy, è divenuto abbastanza popolare e ha raggiunto la posizione numero 17 della classifica svizzera nel luglio del 2005. La traccia è stata inoltre selezionata per essere la colonna sonora ufficiale per la Nazionale di calcio della Svizzera agli Europei del 2008, attraverso un sondaggio compiuto dal giornale svizzero Blick, venendo per l'occasione nuovamente remixata e pubblicata in una versione speciale in cui i cori sono stati cantati dai giocatori dalla nazionale stessa.
La canzone è stata registrata anche in lingua spagnola, con il titolo Tu pasión, raggiungendo la posizione numero 15 della classifica locale nel luglio del 2006. La versione spagnola è stata successivamente inserita come traccia bonus nell'edizione americana dell'album Domino Effect nel 2008.

## Video musicale
La canzone è stata accompagnata da un video musicale in cui si vedono i membri della band che eseguono il brano camminando per strada accompagnati da giocolieri, clown e sputafuoco, prima di raggiungere il palco ed esibirsi davanti alla folla. Il video è stato trasmesso in anteprima mondiale sul canale televisivo tedesco VIVA il 1º aprile 2005. È stato inserito come contenuto speciale nel DVD Made in Switzerland del 2006.

## Tracce
Tutte le canzoni sono state composte da Steve Lee, Leo Leoni, Mary Susan Applegate, Fredrik Thomander e Anders Wikström, eccetto dove indicato.
CD-Maxi  G. G001
1. Lift U Up (versione album) – 2:58
2. Lift U Up (versione radiofonica) – 2:58
3. Lift U Up (Fireplace Version) – 3:05
4. Lift U Up (Late Night Mix) – 3:23

Extra: Screensaver & Photogallery
CD-Maxi  G. G002
1. Lift U Up (versione radiofonica) – 2:58
2. Lift U Up (Fireplace Version) – 2:58

Versione spagnola NB 1717-2
1. Tu pasión / Lift U Up (versione spagnola) – 2:58 – adattamento in spagnolo di Juan Mari Montes Gonzalo
2. Lift U Up (versione radiofonica) – 2:58
3. One Life, One Soul (feat. Montserrat Caballé) – 3:58 (Lee, Leoni, Chris von Rohr)
4. Nothing Left at All (Live) – 3:58 (Lee, Leoni, Freddy Scherer) – Proveniente dall'album Made in Switzerland
5. Anytime Anywhere (Live) – 5:57 (Lee, Leoni, Applegate) – Proveniente dall'album Made in Switzerland

Swiss Team Version  (2008)
1. Lift U Up (Swiss Team Version) – 3:41
2. Lift U Up (Remix di Mousse T.) – 3:38

## Classifiche
| Classifica (2005) | Posizione massima |
| ----------------- | ----------------- |
| Germania          | 95                |
| Svizzera          | 3                 |
| Classifica (2006) | Posizione massima |
| Spagna            | 15                |